# قانون كيرشهوف للإشعاع الحراري

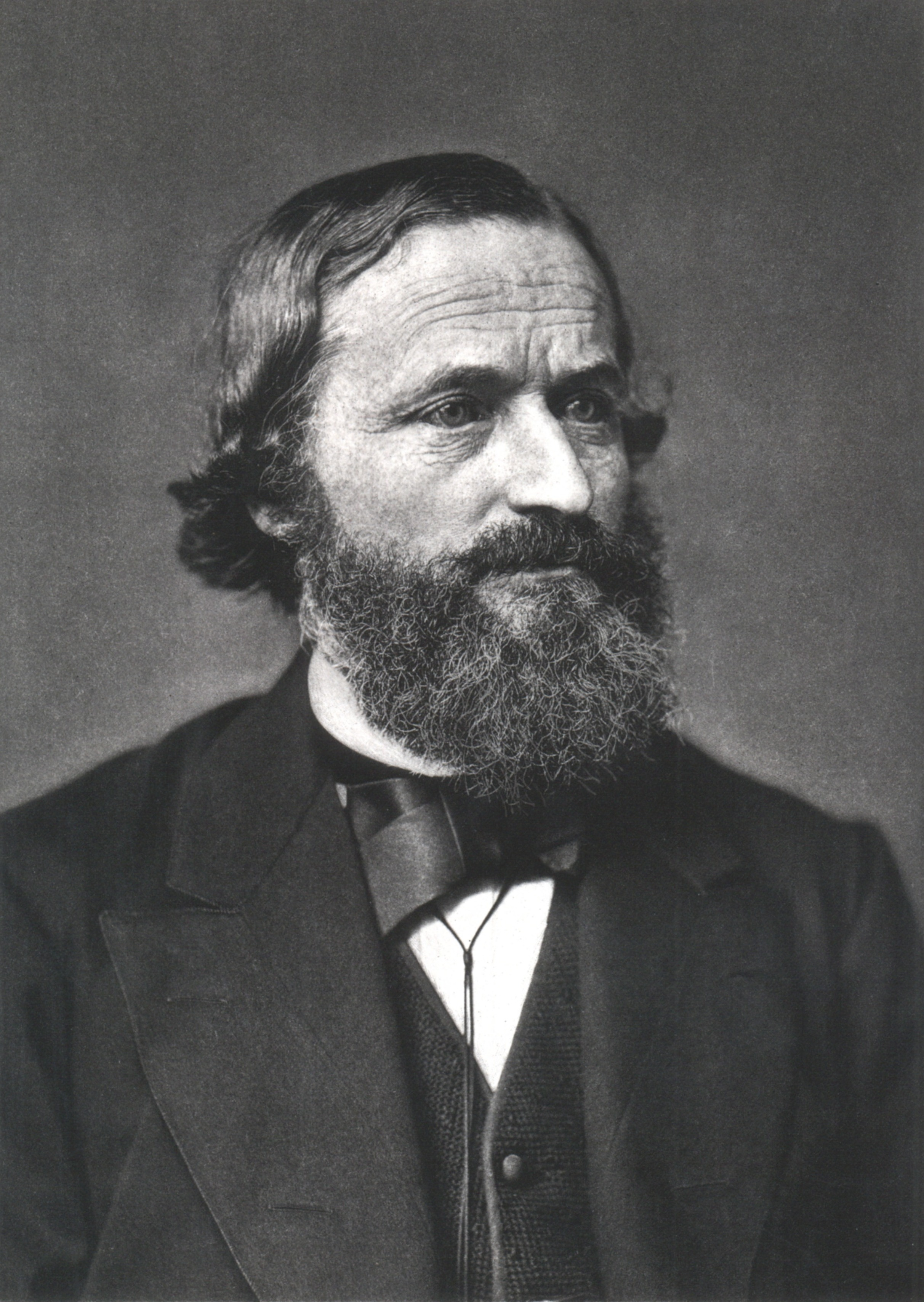
غوستاف كيرشهوف (1824–1887)

في انتقال الحرارة، يشير قانون كيرشهوف للإشعاع الحراري إلى الانبعاث والامتصاص الإشعاعيين الخاصين بطول موجي محدد واللذين يمارسهما جسم مادي في حالة توازن ترموديناميكي، بما في ذلك توازن التبادل الإشعاعي.

يشع جسم ما عند درجة حرارة T طاقةً كهرطيسيةً. يمتص جسم أسود مثالي (يُسمى أيضًا جسمًا تام السواد) في حالة توازن ترموديناميكي كل الضوء الساقط عليه، ويشع طاقةً حسب قانون الاستطاعة الانبعاثية الإشعاعية الخاص بدرجة الحرارة T، يشمل ذلك كل الأجسام السوداء المثالية. ينص قانون كيرشهوف للإشعاع الحراري على ما يلي:
من أجل جسم من مادة ما يبعث إشعاعًا كهرطيسيًا حراريًا ويمتصه عند كل الأطوال الموجية في حالة التوازن الترموديناميكي، فإن نسبة استطاعته الانبعاثية إلى معامل امتصاصه اللابعدي تساوي تابعًا عامًا للطول الموجي الإشعاعي ودرجة الحرارة فقط. يصف هذا التابع استطاعة الانبعاث للجسم الأسود المثالي.
هنا، معامل الامتصاص (أو الامتصاصية) اللابعدي جزءٌ من الضوء الساقط (استطاعة) الذي يمتصه الجسم عند إشعاعه وامتصاصه في حالة التوازن الترموديناميكي.

بعبارات مختلفة بعض الشيء، يمكن وصف الاستطاعة الانبعاثية لجسم ظليل (غير شفاف) ما ذي حجم وشكل ثابتين عند درجة حرارة محددة عن طريق نسبة لابعدية، تدعى أحيانًا الانبعاثية: نسبة الاستطاعة الانبعاثية للجسم إلى الاستطاعة الانبعاثية لجسم أسود له نفس الشكل والحجم عند نفس درجة الحرارة الثابتة. بهذا التعريف، ينص قانون كيرشهوف بلغة مبسطة على:
من أجل جسم ما يبعث الإشعاع الحراري ويمتصه في حالة التوازن الترموديناميكي، فإن الانبعاثية تساوي الامتصاصية.
في بعض الحالات، يمكن تعريف الامتصاصية والاستطاعة الانبعاثيتين على أنهما متعلقتان بالزاوية، كما هو مكتوب أدناه. شرط التوازن الترموديناميكي ضروري في النص، لأن تساوي الانبعاثية والامتصاصية لا يتحقق غالبًا عند عدم كون الجسم في حالة توازن ترموديناميكي.
ينتج عن قانون كيرشهوف نتيجة طبيعية أخرى: لا يمكن أن تتجاوز الانبعاثية الواحد (لأن الامتصاصية لا يمكنها ذلك وفق حفظ الطاقة)، لذا فمن غير الممكن أن يشع جسم ما طاقة حرارية أكثر من جسم أسود في حالة توازن. يتخطى الامتصاص المتعلق بالزاوية وطول الموجة في ظاهرة الضيائية السالبة انبعاثَ المادة، ولكن هذه الأنظمة تأخذ استطاعتها من مصدر خارجي، وبالتالي فهي ليست في حالة توازن ترموديناميكي.

## نبذة تاريخية
قبل اعتماد قانون كيرشهوف، كان من المثبت تجريبيًا أن الماصَّ الجيد باعثٌ جيد، وأن الماصَّ السيئ باعثٌ سيئ. وبشكل طبيعي، يجب على العاكس الجيد أن يكون ماصًا سيئًا. لهذا السبب، على سبيل المثال، تتكون بطانيات الطوارئ الحرارية من بطانة معدنية عاكسة، لأنها تفقد مقدارًا قليلًا من الحرارة عبر الإشعاع.
تجلت بصيرة كيرشهوف الثاقبة في اكتشافه شمول وتفرّد التابع الذي يصف الاستطاعة الانبعاثية للجسم الأسود. لكنه لم يعرف شكل ذلك التابع العام أو صفاته بدقة. كانت هناك محاولات من قبل اللورد رايلي والسير جيمس جينس 1900-1905 لوصف التابع بعبارات كلاسيكية، فنتج عن تلك المحاولات قانون رايلي-جينس عام 1900، بافتراض الانبعاث المكمم للإشعاع، واصطُلح على تسميته قانون بلانك. يُعتبر هذا إعلان بداية ميكانيك الكم.

## النظرية
داخل جسم أسود مغلق يحتوي إشعاعًا كهرطيسيًا ذا مقدار معين من الطاقة عند التوازن الترموديناميكي، سيمتلك «غاز الفوتونات» هذا توزع بلانك للطاقات.
يمكن افتراض نظام ثانٍ، فجوة ذات جدران ظليلة (غير شفافة)، وجاسئة، وغير عاكسة تمامًا لأي طول موجي، يتصل النظام عبر مرشح بصري بالجسم الأسود المغلق، وكلاهما عند نفس درجة الحرارة. يمكن للإشعاع العبور من نظام إلى الآخر. مثلًا، افترض أنه في النظام الثاني، كانت كثافة الفوتونات عند نطاق ترددات ضيق حول طول الموجة {\displaystyle \lambda } أعلى من كثافة فوتونات النظام الأول. إذا كان المرشح البصري يمرر فقط نطاق الترددات ذلك، فسيكون هناك انتقال صافٍ للفوتونات، وطاقتها، من النظام الثاني إلى الأول. هذا يشكل خرقًا للقانون الثاني في الديناميكا الحرارية، الذي يتطلب عدم وجود انتقال صافٍ للحرارة بين جسمين لهما نفس درجة الحرارة.
بالتالي، على الجدران في النظام الثاني، وعند كل تردد، امتصاص طاقة وبعثها بطريقة تحافظ على توزع الجسم الأسود. عند تحقق شرط التوازن الحراري، تكون الامتصاصية {\displaystyle \alpha _{\lambda }} هي نسبة الطاقة التي يمتصها الجدار إلى الطاقة الساقطة على الجدار، عند طول موجي معين. بالتالي، فإن الطاقة الممتصة هي {\displaystyle \alpha _{\lambda }E_{b\lambda }(\lambda ,T)}، حيث {\displaystyle \alpha _{\lambda }E_{b\lambda }(\lambda ,T)} هي شدة إشعاع الجسم الأسود عند طول موجة {\displaystyle \lambda } ودرجة حرارة {\displaystyle T}. تُعرّف انبعاثية الجدار، المستقلة عن شرط التوازن الحراري، على أنها نسبة الطاقة المنبعثة إلى المقدار الذي كان الجدار ليشعّه لو كان جسمًا تام السواد. تكون الطاقة المنبعثة بالتالي {\displaystyle \varepsilon _{\lambda }E_{b\lambda }(\lambda ,T)}، حيث {\displaystyle \varepsilon _{\lambda }} هي الانبعاثية عند طول الموجة {\displaystyle \lambda }. للحفاظ على التوازن الحراري، يجب أن يتساوى هذان المقداران، أو سيكون توزع طاقات الفوتونات في الفجوة مختلفًا عنه في جسم أسود. ينتج عن هذا قانون كيرشهوف:
{\displaystyle \alpha _{\lambda }=\varepsilon _{\lambda }}
يمكن باستخدام حجة مشابهة، ولكن أكثر تعقيدًا، إظهار أنه بما أن إشعاع الجسم الأسود متساوٍ في جميع الاتجاهات (إيزوتروبي)، فعلى الانبعاثية والامتصاصية، إذا كانتا معتمدتين على الاتجاه، أن تكونا أيضًا متساويتين لأي اتجاه معطى.
تُعطى معطيات الامتصاصية والانبعاثية الوسطية والكلية غالبًا للمواد ذات القيم التي تختلف عن بعضها. على سبيل المثال، من المعروف أن الطلاء الأبيض يمتلك قيمة امتصاصية 0.16، أما انبعاثيته فتساوي 0.93. هذا لأن الامتصاصية تُحسب قيمتها الوسطية بأخذ الطيف الشمسي في الحسبان، في حين تُحسب الانبعاثية لانبعاث الطلاء نفسه عند درجة حرارة الجو العادية. تُحسب الامتصاصية المذكورة في مثل هذه الحالات بالعلاقة:
{\displaystyle \alpha _{\mathrm {sun} }=\displaystyle {\frac {\int _{0}^{\infty }\alpha _{\lambda }I_{\lambda \mathrm {sun} }(\lambda )\,d\lambda }{\int _{0}^{\infty }I_{\lambda \mathrm {sun} }(\lambda )\,d\lambda }}}
بينما تُعطى الانبعاثية بالعلاقة:
{\displaystyle \varepsilon _{\mathrm {paint} }={\frac {\int _{0}^{\infty }\varepsilon _{\lambda }(\lambda ,T)E_{b\lambda }(\lambda ,T)\,d\lambda }{\int _{0}^{\infty }E_{b\lambda }(\lambda ,T)\,d\lambda }}}
حيث {\displaystyle I_{\lambda \mathrm {sun} }} هو طيف الانبعاث للشمس، و{\displaystyle \varepsilon _{\lambda }E_{b\lambda }(\lambda ,T)} هو طيف انبعاث الطلاء. رغم أن {\displaystyle \varepsilon _{\lambda }=\alpha _{\lambda }} في العلاقات السابقة، وفق قانون كيرشهوف، فإن المقدارين الوسطيين {\displaystyle \alpha _{\mathrm {sun} }} و{\displaystyle \varepsilon _{\mathrm {paint} }} غير متساويين في الحالة العامة. يؤدي الطلاء الأبيض دور عازل جيد جدًا للإشعاع الشمسي، لأنه يعكس الإشعاع الشمسي بشدة، ومع أنه بسبب ذلك ضعيفُ الانبعاث في نطاق أطوال الموجات الشمسية، فإن درجة حرارته تكون قريبة من درجة حرارة الغرفة، وهو يبعث أي أشعة امتصها في نطاق الأشعة تحت الحمراء، حيث يرتفع معامل الانبعاث.

## الأجسام السوداء

### الأجسام شبه السوداء
من المعروف منذ فترة طويلة أن طلاء أسود الكربون يجعل المادة شبه سوداء. بعض المواد الأخرى شبه سوداء عند نطاقات أطوال موجية محددة. لا تتحمل هذه المواد كل درجات الحرارة شديدة الارتفاع الهامة.
تمثل أنابيب الكربون النانوية المصنعة تطويرًا لأسود الكربون. يمكن للمواد نانوية المسامات الوصول إلى مؤشرات انعكاس قريبة من مؤشر انعكاس الخلاء، وصولًا إلى انعكاس وسطي مقداره 0.045% في إحدى الحالات.

### الأجسام الظليلة
الأجسامُ الظليلة للإشعاع الحراري الواقع عليها قيّمةٌ عند دراسة إشعاع الحرارة. حلّل بلانك هذه الأجسام باستخدام تقريب يعتبرها تمتلك جوفًا وتشترك بواجهة تبادلية. تتشارك الأجسام بواجهة مع الوسط الملامس لها، والذي قد يكون مادةً تخلخلية كالهواء، أو مادةً شفافة يمكن من خلالها إجراء الملاحظات. الواجهة ليست جسمًا ماديًا ولا يمكنها إجراء امتصاص أو انبعاث، فهي سطح رياضي ينتمي إلى الوسطين الملامسين له معًا. الواجهة هي موقع انكسار الإشعاع الذي يخترقها وانعكاس الإشعاع الذي لا يخترقها، فهي تتبع مبدأ تبادلية هيلمهولتز. يُعتبر أن الجسم الظليل يمتلك جوفًا ماديًا يمتص كل الإشعاع الذي يصله عبر الانكسار عند الواجهة، دون أن يرسل أيًا منه أو يبعثره. بهذا المعنى، تكون مادة الجسم الظليل سوداء للشعاع الذي يصل إليها، في حين لا تُظهِر العملية بأكملها سوادًا مثاليًا. في نموذج بلانك، تمتلك الأجسام تامة السواد، التي لاحظ عدم وجودها في الطبيعة، بالإضافة إلى جوفها الظليل واجهاتٍ تنقل بشكل مثالي ولا تعكس على الإطلاق.